# Velódromo de Berlín
El Velódromo de Berlín (en alemán: Velodrom) es un recinto deportivo de ciclismo en pista cubierta, en el Prenzlauer Berg, localidad de Berlín, Alemania. Puede recibir hasta 12.000 personas, por lo que también fue la más grande sala de conciertos de Berlín, hasta la apertura del O2 World en 2008. Es parte de un complejo más grande, que incluye una piscina, construida en el curso del intento de Berlín, de conseguir los Juegos Olímpicos de Verano de 2000. Este proyecto está relacionado con la reunificación alemana y el deseo de una ciudad, Berlín, a punto de convertirse en la capital, de ser nominada para los Juegos Olímpicos.
El proyecto incluye 
- Un velódromo multiuso: donde se puede practicar ciclismo, atletismo, tenis, equitación, y realizar conciertos.
- Un complejo de piscinas: 2 piscinas olímpicas, trampolín olímpico, las piscinas de entrenamiento de buceo, espacios para discapacitados, y niños.
- Pabellón polideportivo.